# Der Strand von Trouville
Der Strand von Trouville ist ein Film des deutschen Regisseurs Michael Hofmann aus dem Jahr 1998. Die Hauptrolle spielte Boris Aljinovic, das Drehbuch schrieb ebenfalls Michael Hofmann.

## Handlung
Der Berliner Musiker Lukas verliebt sich auf den ersten Blick in Nathalie, die er umgehend wieder aus den Augen verliert. Im Glauben, Nathalie sei die Liebe seines Lebens, macht sich Lukas auf die Suche nach ihr. Sein einziger Anhaltspunkt ist ein Reiseführer durch die Normandie mit dem Etikett einer Buchhandlung in Oberhausen. So gelingt es Lukas tatsächlich, Nathalies Wohnort ausfindig zu machen, er muss jedoch feststellen, dass sie als DJ auf einer langen Tournee unterwegs ist. Mittlerweile völlig pleite, findet Lukas eine Anstellung als Fleischereiverkäufer in einem großen Einkaufszentrum (gedreht wurde im CentrO). Dort lernt er die Parfümerieverkäuferin Alice kennen, die ihn zweifeln lässt, ob Nathalie wirklich die Erfüllung seiner Träume ist.

## Hintergrund
Der Titel des Films bezieht sich auf das Gemälde „Am Strand von Trouville“ von Eugène Boudin. Trouville-sur-Mer ist ein Badeort in der Normandie.

## Musik
Die Originalmusik zum Film wurde von Thomas Wenzel (als Komponist unter dem Namen Julius Block) und Frank Will (Die Sterne) komponiert und  produziert. Der Soundtrack erschien beim Hamburger Label L’age d’or. Zu den Künstlern, die Lieder beisteuerten, gehören u. a. Tocotronic und Stereo Total.

## Kritiken
- Süddeutsche Zeitung, 7. Mai 1998: „Wie das Mädchen Nathalie, so ist auch der Strand von Trouville nur eine Chimäre, die man im ganzen Film nicht wirklich zu Gesicht bekommt. Man sieht lediglich das Puzzle nach einem Bild, das der romantische Impressionist Boudin vom Strand gemalt hat. Es steht für den Traum, den alle in diesem Film träumen, für das Liebesglück, an dem alle basteln. Und so zufällig wie man beim Legen eines Puzzles auf die fehlenden Teile stößt, so setzt sich auch die Geschichte dieses Films zusammen.“

- Frankfurter Allgemeine Zeitung, 7. Mai 1998: „Dieses der Nostalgie nahe verwandte Gefühl mag auch bewirkt haben, daß ‚Der Strand von Trouville‘ sehr viel mehr an die leichtbewegten Komödien erinnert, die François Truffaut in den sechziger und siebziger Jahren drehte, als etwa an die Arbeiten der Besson und Beineix, welche die nächste Station des französischen Kinos markieren. (…) Wer aber sehen will, wie ein imaginäres Atomkraftwerk die Liebe befeuern und wie man mit den Mitteln des französischen Kinos der siebziger Jahre das Lebensgefühl der heute Zwanzig- bis Dreißigjährigen ausdrücken kann, der ist in diesem Film bestens aufgehoben. Auch wenn manche Verschrobenheit gar zu aufpoliert wirkt.“